# Ana Pinto
Ana Pinto Lepe (Escacena del Campo) es una activista por los derechos de las personas trabajadoras del campo española, cofundadora del colectivo Jornaleras de Huelva en Lucha.

## Trayectoria
Pinto nació en el seno de una familia de jornaleros. Con dieciséis años dejó el instituto de Paterna del Campo y siguiendo la costumbre familiar, comenzó a trabajar en la recogida de los diferentes frutos según la época el año, alternando estos periodos con el cobro de la renta agraria cuando no había faena en el campo. Acabó trabajando en los campos de frutos rojos de Huelva donde vivió, desde 2008, el paulatino endurecimiento de las condiciones laborales mediante el establecimiento de reglas que prohibían la música, la radio, hablar con las compañeras de cualquier cosa que no fueran temas laborales, normas acerca de la indumentaria, la obligatoriedad de llevar un chip para controlar la productividad individual con el consiguiente establecimiento de rankings utilizados para presionar a las empleadas. Ante el deterioro de la situación laboral, en 2018, Pinto comenzó a protestar y fue apartada de su cuadrilla de trabajo e integrada en la de las mujeres marroquíes que cada año eran contratadas en origen para la campaña onubense del fruto rojo y que vivían en barracones en la misma finca en la que trabajaban. De esta forma, Pinto entró en contacto con la realidad de unas mujeres que tenían peores condiciones de vida que las jornaleras españolas y decidió dejar la empresa. En esas fechas, unas trabajadoras marroquíes pusieron ante la Inspección de Trabajo las primeras denuncias por explotación laboral y abusos sexuales que llegaron hasta el Parlamento Europeo y de las que se hicieron eco de forma masiva los medios de comunicación. Pinto y su compañera Najat Bassit entraron en contacto con estas mujeres, documentaron los casos de abuso y maltrato e interpusieron denuncias ocultando los nombres de las denunciantes ante el temor de que no volvieran a ser llamadas para trabajar. También gestionaron la cobertura médica de compañeras enfermas. En colaboración con la Cooperativa de Abogadas Andaluzas de Sevilla, Pinto colaboró en un proyecto para ofrecer asesoría jurídica gratuita a las trabajadoras que habían sido víctimas de medidas laborales ilegales o de abusos.
En enero de 2020, las empresas de la fresa organizaron en Sevilla un evento para presentar el Plan de Responsabilidad Ética, Laboral, Social y de Igualdad de Interfresa (Prelsi) como solución a las denuncias de 2018 al que acudieron varias jornaleras, entre ellas, Pinto. La intervención de esta pidiendo explicaciones a los sindicatos que las representaban por no haber luchado por sus derechos despertó mucho interés y las trabajadoras decidieron abrir un perfil en la red social Facebook al que subieron un vídeo explicativo de su situación que se hizo viral. Fue el comienzo de Jornaleras de Huelva en lucha como colectivo. Está compuesto por mujeres nativas y migrantes procedentes principalmente de Marruecos y Rumanía, muchas de ellas racializadas.
Pintó dirigió y presentó a lo largo de 40 semanas el espacio musical Universo sonoro de Radio Luna que dedicaba cada domingo a un tipo de música durante 55 minutos. El programa se volvía a emitir los miércoles.
Durante el confinamiento por la pandemia de COVID-19, continuaron organizándose y a pesar de las limitaciones, mantuvieron el contacto entre ellas y denunciaron ante la inspección de Trabajo y ante los ayuntamientos que en las fincas no se estaban cumpliendo las medidas anti COVID. También se organizaron para ayudar las compañeras enfermas de cáncer sin acceso a sanidad. Pinto recogió las donaciones de alimentos y productos para repartirlos en asentamientos chabolistas donde vivían muchas de sus compañeras. Consiguieron que se readmitiera a trabajadoras despedidas injustamente, que se les abonaran las cantidades que se les debían, que tuvieran acceso a la sanidad las mujeres que no lo tenían, crearon su propio sindicato e hicieron visibles los problemas en torno a los frutos rojos.
El colectivo se ha financiado de maneras diversas como campañas de micromecenazgo, con el acompañamiento de la asociación Mundo en Movimiento, o apoyos como el protagonizado por Alba Flores, Ana Tijoux y Clara Peya, que el 9 de febrero de 2021 presentaron la canción Mujer Frontera compuesta por esta última, cuyos beneficios se destinaron a Jornaleras de Huelva en lucha.
En junio de 2021, Pinto junto a varias compañeras de la Brigada Feminista organizada por La Laboratoria Espacio de investigación feminista, se reunió con la vicepresidenta tercera y ministra del Gobierno de España, Yolanda Díaz, el Secretario de Estado de Empleo Joaquín Pérez Rey y la jefa de Gabinete Jurídico María Amparo Ballester. Tras la reunión, el Ministerio de Trabajo se comprometió a reforzar las campañas para perseguir las conductas que lesionaran los derechos de las trabajadoras del campo.
El 3 de julio de 2023, el programa de televisión de la cadena La Sexta, El intermedio, emitió una entrevista con Pinto como portavoz de Jornaleras de Huelva en lucha en la que reclamó que dejen de ser tratadas como animales y que las empresas cumplan con el salario mínimo, que son algunas de las reivindicaciones de las jornaleras de Huelva.

## Reconocimientos
- El 20 de octubre de 2021 la Fundación France Libertés Danielle Miterrand, otorgó su premio anual al colectivo Jornaleras de Huelva en Lucha por su lucha para alcanzar unas condiciones de vida y de trabajo dignas para los trabajadores agrícolas.[14][15][16][17]

- El 26 de noviembre de 2023, el pódcast (De eso no se habla), creado por Isabel Cadenas Cañón junto a su equipo de mujeres Laura Casielles, Vannessa Rousselot y Paula Morais, publicó el episodio titulado Jornaleras Cara B Ana dedicado a Pinto.

## Obra
Es coautora junto con Nazaret Castro y con la colaboración de Najat Bassit y otras compañeras de Jornaleras de Huelva en Lucha de Abramos las cancelas, promovido por la cooperativa La Laboratoria. Espacios de investigación feminista.